# Ray Pointer
Ray Pointer (Cramlington, 10 de octubre de 1936-Blackpool, 26 de enero de 2016) fue un futbolista británico que jugaba en la demarcación de delantero.

## Selección nacional
Jugó un total de tres partidos con la selección de fútbol de Inglaterra. Hizo su debut el 28 de septiembre de 1961 en un partido de clasificación para la Copa Mundial de Fútbol de 1962 contra Luxemburgo. Su segundo partido, en el British Home Championship, jugó contra Gales, finalizando el encuentro con empate a uno. Su tercer y último partido lo jugó de nuevo para la clasificación para la Copa Mundial de Fútbol de 1962, contra Portugal, ganando por 2-0.

### Goles internacionales
| # | Fecha                    | Estadio                                 | Oponente   | Gol | Resultado | Competición                                          |
| - | ------------------------ | --------------------------------------- | ---------- | --- | --------- | ---------------------------------------------------- |
| 1 | 28 de septiembre de 1961 | Arsenal Stadium, Londres, Inglaterra    | Luxemburgo | 1–0 | 4-1       | Clasificación para la Copa Mundial de Fútbol de 1962 |
| 2 | 25 de octubre de 1961    | Estadio de Wembley, Londres, Inglaterra | Portugal   | 2–0 | 2-0       | Clasificación para la Copa Mundial de Fútbol de 1962 |

## Clubes
| Club             | País       | Año         | Partidos | Goles |
| ---------------- | ---------- | ----------- | -------- | ----- |
| Burnley FC       | Inglaterra | 1957 - 1964 | 223      | 118   |
| Bury FC          | Inglaterra | 1965        | 19       | 17    |
| Coventry City FC | Inglaterra | 1965 - 1966 | 26       | 13    |
| Portsmouth FC    | Inglaterra | 1966 - 1972 | 152      | 31    |
| Waterlooville FC | Inglaterra | 1972 - 1975 |          |       |

## Palmarés

### Campeonatos nacionales
| Título                         | Club       | País       | Año  |
| ------------------------------ | ---------- | ---------- | ---- |
| Football League First Division | Burnley FC | Inglaterra | 1960 |